# تپه الملکی ۱
تپه الملکی ۱ مربوط به عصر آهن است و در شهرستان ابهر، بخش سلطانیه، دهستان سلطانیه، ۱ کیلومتری شرق روستای الملکی ۱ واقع شده و این اثر در تاریخ ۲۶ دی ۱۳۸۶ با شمارهٔ ثبت ۲۰۵۲۳ به‌عنوان یکی از آثار ملی ایران به ثبت رسیده است.